# Le Cœur en braille
Le Cœur en braille è un film del 2016 diretto da Michel Boujenah e tratto dall'omonimo romanzo di Pascal Ruter.

## Trama
Victor, un ragazzo simpatico e dinamico, ma che con difficoltà negli studi, si innamora di Marie, giovane un violoncellista e studentessa di grande talento. Il ragazzo però ignora che Marie sta pian piano perdendo la vista. Quando la ragazza gli rivela il suo segreto, Victor l'aiuta a nascondere le sue condizioni in modo che possa superare l'esame di ammissione al conservatorio.

## Accoglienza
Il film ha incassato in tutto il mondo 804.986 dollari.

## Riconoscimenti

### Premi
- 2017 - Zlin Film Festival[3]
  - Audience Award al miglior film
  - Main Prize of the Children's Jury per il miglior film per bambini
- 2017 - International Film Festival for Children and Young Audience Schlingel
  - MDR special award
- 2017 - Festival de cinéma en famille de Québec
  - Miglior colonna sonora originale

### Candidature
- 2017 - Jerry Goldsmith Awards
  - Best Score for a Feature Film